# アヌシュカ・シェッティ
アヌシュカ・シェッティ（Anushka Shetty、1981年11月7日 - ）は、インドの女優、モデル。テルグ語映画・タミル語映画に出演している。CineMAA賞、ナンディ賞、タミル・ナードゥ州映画賞、フィルムフェア賞 南インド映画部門など数多くの映画賞を受賞している。
2005年の『Super』で映画デビューし、フィルムフェア賞 テルグ語映画部門助演女優賞を受賞した。翌2006年にヒロインとして出演した『Vikramarkudu』が興行的に成功したことで知名度を上げ、2009年に出演した『Arundhati』でフィルムフェア賞 テルグ語映画部門主演女優賞、ナンディ賞 主演女優賞、CineMAA賞主演女優賞を受賞し、2010年に出演した『Vedam』で再びフィルムフェア賞テルグ語映画部門主演女優賞、CineMAA賞主演女優賞を受賞している。これらの映画の成功により、アヌシュカはテルグ語映画のスター女優の地位を確立した。
2010年代に入ると『Singam』『Singam II』『Yennai Arindhaal』『Si3』などに出演して興行的な成功を収め、2015年には『ルドラマデーヴィ 宿命の女王』で主演を務め、3度目のフィルムフェア賞テルグ語映画部門主演女優賞受賞を果たした。2015年から2017年にかけて『バーフバリ 伝説誕生』『バーフバリ 王の凱旋』に出演してヒロインを演じ、高い評価を得た。2018年に主演を務めた『Bhaagamathie』はアメリカ合衆国で100万ドルの興行収入を記録し、女優主演のインド映画としては、インド映画界で最も著名な女優シュリデヴィ主演の『マダム・イン・ニューヨーク』に続く記録を樹立した。

## 生い立ち
カルナータカ州マンガロール出身のトゥル人で、美容外科医の兄弟が2人いる。バンガロールのマウント・カーメル・カレッジにあるコンピュータ学科を卒業する。また、ヨガ・インストラクターの訓練も受けている。

## キャリア

### 2005年 - 2008年
2005年のテルグ語映画『Super』でアッキネーニ・ナーガールジュナ、アーイシャー・ターキヤーと共演し、映画デビューした。IndiaGlitzは「アヌシュカとアーイシャーという2人の女優はクールで上品です。これらのアングルと曲線美は全ての魅力を出して、あなたを没頭させます。演技についてはどうか?そう、彼女たちはそのために映画に出演しています」と述べ、Sifyは「セクシー・ガールのアヌシュカとアーイシャーは、彼女たちの身体を披露します」と述べている。同年、アヌシュカは『Maha Nandi』に出演してシュリハリ、スマントと共演している。ndiaGlitzは「アヌシュカは、まるでそのためにあるように美しく見える」と評価したが、映画自体は「脚本の縫い目は擦り切れている」と批評している。Sifyは映画を「前半は活気に溢れ幸先良く始まるが、テンポが緩み不首尾に終わります」と批評し、アヌシュカについては「彼女はVasuのカメラのお陰で魅力的に映ります」と述べている。
2006年にS・S・ラージャマウリの『Vikramarkudu』でヒロインを演じ、ラヴィ・テージャと共演した。映画の成功によりアヌシュカの知名度は挙がり、特にテランガーナ州とアーンドラ・プラデーシュ州において彼女は人気女優となった。Nowrunning.comのキショーアは、「映画の最高のポイントは、ラヴィ・テージャの完璧な演技とアヌシュカの甘美さです。ラヴィは俳優が持つべき才能の全てを備えており、アヌシュカは女性が持つべき全ての素質を備えている」と批評している。同年に『Sarfarosh』をリメイクした『Astram』に出演し、『Stalin』にも特別出演している。
2007年に『Lakshyam』に出演して同作は興行的に成功を収め、『Don』では再びナーガールジュナと共演した。2008年に『Okka Magaadu』に出演し、ナンダムーリ・バーラクリシュナと共演した。同年に『Swagatam』に出演するが、興行的に失敗し、批評家からも酷評されている。

### 2009年 - 2010年

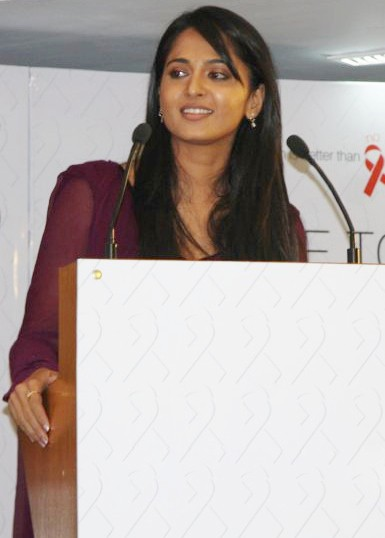
アヌシュカ・シェッティ（2010年）

2009年に『Arundhati』に出演し、初めて2役を演じた。同作は興行的な成功を収め、批評家は主演を務めたアヌシュカを絶賛した。Idlebrainのジーヴィは、「2つの素晴らしい役」はアヌシュカに「演技に影響を与え、例外的に微妙に上手くいった」と批評した。Sifyは彼女の「最高で素晴らしい演技」を絶賛している。この映画で、アヌシュカはナンディ賞 審査員特別賞、フィルムフェア賞 テルグ語映画部門主演女優賞を受賞した。同年出演した『Billa』では、Rediff.comから「アヌシュカはスーパー・トーンのボディを持ち、スキン・ショーに耽溺する」ものの「何もすることはない」と批評しており、Sifyは「アヌシュカはその魅力を示すために登場した」と批評している。『Vettaikaaran』では否定的な評価を受け、Rediff.comからは「『Arundhathi』で成功したアヌシュカは、再び可愛いだけで中身のない娘に戻ってしまった」、Sifyからは「アヌシュカは何もするべきことがなく、そのために誰にも気付かれることはなかった」と批評されている。
2010年にアンソロジー映画『Vedam』に出演して売春婦を演じ、2度目となるフィルムフェア賞主演女優賞を受賞している。『Panchakshari』では2役を演じ、『Khaleja』『Nagavalli』『Ragada』に相次いで出演し、『Kebi』『Thakita Thakita』には特別出演している。しかし、これらの映画は興行的な成功を収めることはできなかった。同年に出演した映画の中で興行的な成功を収めた『Singam』では、Sifyから「アヌシュカはその魅力と歌のために存在したが、実に良い仕事をしている」と批評されている。

### 2011年 - 2016年
2011年に『Vaanam』に出演し、ヒロインを務めた。ザ・ヒンドゥーは「アヌシュカの大胆で勇気のある役……その女優の目は喜びと無力、苦しみと怒りを効果的に伝えている」と批評しており、Sifyは「アヌシュカは商業的なセックス・ワーカーとして傑出しており、真に迫った演技をすることができる」と批評している。ヒット作となった『神さまがくれた娘』にも出演し、アヌシュカの演技は大きな称賛を浴びた。Oneindiaは「アヌシュカ・シェッティのキャラクターは魅力的ではなかったが、素晴らしい演技を披露しました」と批評している。
2012年に『Thaandavam』に出演し、ヴィクラムと共演した。ザ・ヒンドゥーは、「ヴィクラムとアヌシュカのロマンスは、この映画の美しい特徴です」と批評している。『Damarukam』ではアッキネーニと再び共演し、Rediff.comから「ナーガ（アッキネーニ）とアヌシュカは、スクリーン上で良い化学反応を起こしている」、Oneindiaからは「アヌシュカは映画での演技の機会は少ないが、歌の場面ではあなたに感銘を与える」と批評されている。
2013年にアクション映画『Alex Pandian』に出演してカールティと共演したが、興行的に大きく失敗している。『Mirchi』ではプラバースと共演し、Idlebrainから「アヌシュカが演じたヴェニーラは、彼女が近年演じた中で最高の役です」、Rediff.comから「アヌシュカは陽気で、映画を活性化させてくれる」、Sifyから「アヌシュカは美しく、プラバースと彼女の化学反応を称賛する」と批評されている。『Singam』の続編『Singam II』で再びヒロインとして出演している。『Irandaam Ulagam』では再び1人2役を演じ、アーリヤと共演している。Rediff.comは、「アヌシュカはアーリヤとスクリーンを共有するだけではなく、重要な役を演じている。実際、物語は彼女を中心に展開し、見事に演じた」と批評している。2014年には『Lingaa リンガー』でヒロインを演じ、ラジニカーントと共演している。
2015年に『Yennai Arindhaal』に出演し、アジット・クマールと共演した。その後、ラージャマウリが監督した『バーフバリ 伝説誕生』に出演して幽閉された王妃デーヴァセーナを演じ、『ルドラマデーヴィ 宿命の女王』ではアッル・アルジュンやラーナー・ダッグバーティと共演して主演を務め、カーカティーヤ朝の女王ルドラマ・ デーヴィを演じた。APヘラルドは、「アヌシュカ・シェッティは王族・尊敬するべき女性を演じる女優として、とても信用できます。彼女は相続人"ルドラマ・デーヴァ"と"ルドラマ・デーヴィ"という2人の人格をスタイリッシュに演じ、キャラクターに信憑性を与えている」と批評している。

### 2017年以降

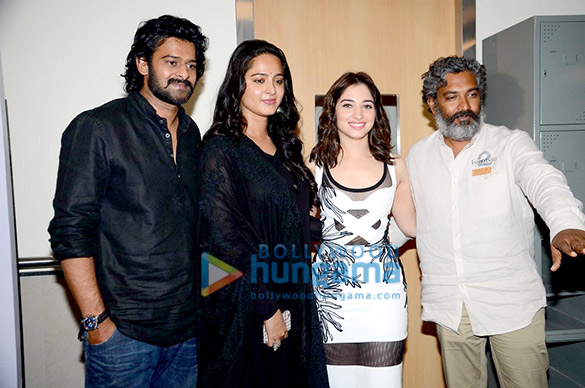
『バーフバリ 王の凱旋』予告編発表会見（左からプラバース、アヌシュカ、タマンナー・バティア、ラージャマウリ）

2017年に『Si3』に出演し、スーリヤと3度目の共演を果たした。『Om Namo Venkatesaya』に出演した後、『バーフバリ 王の凱旋』で再びデーヴァセーナ役を演じ、批評家から高い評価を受けた。Firstpostはデーヴァセーナが『バーフバリ』2部作の実質的な主人公であることを強調し、アルジュナと比較して「弓矢を巧みに使いこなす競争的な戦士」と表現している。また、デーヴァセーナが自ら人生を選択する環境で育ったことで強い人格を身に付け、「弓矢を教授され生涯の伴侶を選び、政略結婚を拒否し、宮殿の中庭で25年間鎖に繋がれても自我を失うことはなかった」と指摘し、選択の自由の必要性を強調していると批評している。2018年にはスリラー・ホラー映画『Bhaagamathie』で主演を務め、婚約者を殺害して刑務所に収監される女性官僚を演じた。